# 토마 피케티
토마 피케티 (Thomas Piketty, 프랑스어: [tɔma pikɛti]; 1971년 5월 7일 ~ )는 부, 소득과 불평등에 대해서 연구하는 프랑스의 경제학자이다. 현재 사회과학고등연구원(EHESS)의 연구 지도자(director of studies)이며 파리경제학교(PSE)의 교수이다. 또한 하버드 대학교 출판부의 101년 역사상 한해동안 가장 많은 수가 팔린 《21세기 자본》(2014)의 저자이기도 하다. 이 책은 지난 250년간의 부의 집중과 분배에 관한 그의 연구와 저작들의 주제의식을 역설한 것으로써 이 저서에서 그는 자본의 수익률이 경제 성장률보다 높아질 경우 불평등 또한 그에 비례해 늘어난다고 주장했다. 또 그는 현재의 불평등 문제를 해결하기 위해 국제적으로 동시에 부에 대해 매기는 세금(a global tax on wealth)을 신설할 것을 제의했다.

## 생애

### 어린시절과 배움
피케티는 1971년 5월 7일 파리 근교에 위치한 클리시에서 태어났다. 그는 바칼로레아 C-stream(과학부문)을 취득 후 그랑제콜 준비를 위해 프랑스 고등학교에 설치된 예비대학에서 과학부문 준비수업을 받고 18세에 고등사범학교(ENS)에 입학해 수학과 경제학을 전공했다.
그 후 사회과학고등연구원과 런던 정치경제학교에서 로제 게느리(Roger Guesnerie) 교수의 지도 하에 작성한 부의 재분배에 관한 논문으로 22세에 박사학위를 취득했다.

### 이력
박사학위 취득후 피케티는 매사추세츠 공과대학교(MIT) 경제학부에서 1993년부터 1995년까지 조교수직을 하다 1995년 프랑스 국립과학연구센터(CNRS)에 연구원이 되었으며 2000년 사회과학고등연구원의 교수가 되었다.

### 저서

#### 21세기 자본(2014)
이 책이 자국어 번역본으로 출간된 첫번째 나라가 한국이다.
경제적 불평등이 커지고 있다는 사실은 여러 학자들이 입증해 새삼스러운 발견은 아닌데, 가용한 소득 데이터를 수집해서 1700년부터 지금까지 약 3세기에 걸친 동향을 분석했다는 점이 그를 일약 세계적 학자 반열에 올렸다. 이러한 접근은 자본과 소득에 대한 체계적인 역사자료가 있어야 해서 힘들다. 경제학자들에게는 너무 역사학적 접근이고, 역사학자들에게는 너무 경제학적 접근이어서 예전엔 시도되지 않았던 연구 방식이다. 그는 수치에 집착하는 미국 경제학이 싫다고 솔직하게 털어놨다. 단기적 추세를 측정하는 것도 기질에 맞지 않는다고 했다. 잘 알려진 쿠즈네츠 파동은 그의 장기파동에 대입하면 틀린 것으로 드러난다. 쿠즈네츠는 19세기 중반 몇 십년 간의 소득 데이터로 미국의 소득불평등이 완화되는 현상을 밝혀냈으며, 이를 토대로 경제성장이 지속되면 불평등은 당분간 증가하다가 정점을 찍고 하강 국면에 접어든다고 주장했다. 그런데 이를 피케티의 장기추세 속에 넣으면 순간 현상일 뿐 불평등은 성장과 함께 증가일로에 있음이 드러난다. 자본주의가 그리 선하지 않다는 것이다. 시장은 불평등을 순치시킨다는 신자유주의자들의 신념에 물을 끼얹는 반론이다. 더욱이 17세기 이후 그의 역사 테이터는 자본수익률이 경제성장률보다 항상 앞질렀음을 보여주었고, 모든 국가에서 그 편차가 21세기에 들어 더욱 커지고 있음을 확인시켰다.
피케티는 자본수익률이 경제성장률을 항상 앞질렀기 때문에 소수에 집중된 자본소득을 제어하지 않으면 불평등이 참을 수 없이 커지고 '세습자본주의'에 갇힌다는 사실을 가리키며 경고한다. 그의 해법은 '자본에 대한 민주적 통제'다. 민간자본주의 시대에 글로벌 자본세, 누진적 소득세를 도입하지 않으면 극한 불평등이 만연했던 '과거의 질서가 미래를 먹어치운다'고 말했다. 즉 소득을 먹어치우는 자본의 법칙을 어떤 방식으로든 수정해서 '21세기의 여명기'를 새로 열어야 한다는 것이다. 자본주의와 민주주의 간의 충돌은 사회과학의 오랜 논쟁거리였는데 피케티는 자본에 대한 민주적 통제가 가능하다고 믿고 있다. 강력한 민주적 금융기관과 강력한 교육기관, 소득과 부의 투명성을 갖춘다면 가능하다고 생각한다는 것이다. 그것을 위해 소득세와 부유세의 누진세를 시도한다면, 단순한 조세가 아니라 소득과 부에 대한 투명성을 담보한다는 의미여야 한다고 강조한다. 하지만 평등한 사회에서 민주주의가 지속될 가능성이 높기 때문에 민주사회가 불평등을 제어할 힘이 상대적으로 약하다는 데는 동의한다. 한국의 경우 인구성장률이 최저 수준이고, 앞으로 극한 저성장 시대로 진입할 텐데, 피케티의 논리에 따르면 자본소득이 증가할 것이고 불평등은 더욱 심화될 것이다. 인구가 상대적으로 조금씩 늘고 있는 프랑스의 경우에도 상속으로 인한 수익이 노동수익을 이미 앞서 있다. 1960~70년대 파리에서 아파트를 소유하기 위해서는 노동 수익만으로도 가능했지만 이제는 상속받은 부가 없다면 매우 어렵다.
이에 대해 사회학자 송호근은 글로벌 자본과 세습자본에 고율의 징벌세를 부과해야 한다는 피케티의 주장에는 동의하지 않는다고 말하면서 고소득세, 고자본세는 일자리 창출을 막아 악순환 고리를 만들 위험이 있다고 지적한다. 그러면서 대안으로 분배혁신, 복지개혁, 그리고 '함께 살자'는 공동체 정신의 회복을 주장한다.

## 언론
피케티는 리베라시옹의 칼럼니스트이며, 가끔씩 르몽드지에 칼럼을 기고한다.

## 저서 목록
- Les hauts revenus face aux modifications des taux marginaux supérieurs de l’impôt sur le revenu en France, 1970-1996 (Document de Travail du CEPREMAP, n° 9812, July 1998)
- Inégalités économiques: report to the Conseil d'analyse économique (June 14, 2001) with Tony Atkinson, Michel Godet and Lucile Olier
- Les hauts revenus en France au XXème siècle, Inégalités et redistribution, 1901–1998 (ed. Grasset, September 2001)
- Fiscalité et redistribution sociale dans la France du XXe siècle (October 2001)
- L'économie des inégalités (ed. La Découverte, April 2004)
- Vive la gauche américaine ! : Chroniques 1998–2004 (Éditions de l'Aube, September 2004)
- Pour un nouveau système de retraite : Des comptes individuels de cotisations financés par répartition (Éditions Rue d'Ulm/CEPREMAP, 2008) with Antoine Bozio
- On the Long run evolution of inheritance. France, 1820–2050 (PSE Working Paper, 2010)
- Pour une révolution fiscale (ed. Le Seuil, 2011) with Emmanuel Saez and Camille Landais
- Peut-on sauver l'Europe ? Chroniques 2004–2012 (Les Liens qui Libèrent, 2012)
- Le Capital au XXIe siècle (Seuil, 2013)
  - Capital in the Twenty-First Century (Cambridge, MA: Belknap Press, 2014)

## 같이 보기
- 안소니 반즈 앳킨슨
- 자본주의에 대한 비판
- 월 가를 점거하라(OWS)
- 21세기 자본론 대해부 보관됨 2014-07-14 - 웨이백 머신